# Domagné
Domagné (tiếng Breton: Dovanieg) là một xã của tỉnh Ille-et-Vilaine, thuộc vùng Bretagne, miền tây bắc nước Pháp.

## Dân số
Người dân ở Domagné được gọi là Domagnéens.
| 1962                                            | 1968 | 1975 | 1982 | 1990 | 1999 | 2006 |
| ----------------------------------------------- | ---- | ---- | ---- | ---- | ---- | ---- |
| 1138                                            | 1232 | 1220 | 1487 | 1499 | 1633 | 2024 |
| Starting in 1962: Population without duplicates |      |      |      |      |      |      |